# Pups
Pups is een film uit 1999 onder regie van Ash.

## Verhaal
Jonge tieners Stevie en Rocky besluiten een bank te beroven, maar dat gaat anders dan gepland. Niet veel later zitten ze opgescheept met de FBI aan de deur en een bank vol gestoorde gegijzelden.

## Rolverdeling
| Acteur          | Personage              |
| --------------- | ---------------------- |
| Burt Reynolds   | Daniel Bender          |
| Mischa Barton   | Raquel "Rocky" Silver  |
| Cameron Van Hoy | Stevie                 |
| Adam Farrar     | Gegijzelde in rolstoel |
| David Alan Graf | Bankeigenaar           |
| Kurt Loder      | Zichzelf               |
| Darling Narita  | Joy                    |
| James Gordon    | J.P.                   |